# Stigmella longispina
Stigmella longispina là một loài bướm đêm thuộc họ Nepticulidae. Loài này có ở Tadzhikistan.